# Francisco de Asís Cabrero
Francisco de Asís Cabrero Torres-Quevedo (Santander, 4 de octubre de 1912-Madrid, 26 de febrero de 2005) fue un arquitecto español del movimiento moderno.

## Biografía
Nacido el 4 de octubre de 1912 en Santander, ingresó en 1932 en la Academia de Bellas Artes de San Fernando y dos años después en la Escuela Superior de Arquitectura, también en Madrid. Durante sus años de estudiante en Madrid vivió en la casa de su tío materno, el inventor Leonardo Torres-Quevedo. La guerra civil supuso un parón en su formación y no obtuvo el título de arquitecto hasta 1942.
A principios de la década de 1940 comenzó a trabajar en la oficina de la Obra Sindical del Hogar (OSH) con arquitectos como Sotomayor, Gamir, Olasagasti y Coderch. En 1941 viajó a Italia, donde conoció a Giorgio de Chirico y a Adalberto Libera, tomando contacto con la arquitectura de Giuseppe Terragni. A partir de 1945 interviene en la Fase III de la Colonia Virgen del Pilar en el barrio de Prosperidad y en 1949 realiza los dúplex de la Fase IV de la Colonia Virgen del Pilar.  En 1949, junto con Rafael Aburto, ganó el primer premio del concurso para edificio de la Delegación Nacional de Sindicatos en Madrid, más conocido como Casa Sindical (hoy Ministerio de Sanidad), el primer edificio moderno construido a instancias del gobierno franquista tras la guerra civil, que se convertiría en su obra más conocida.
La mayor parte de su obra se sitúa en Madrid o sus alrededores. Destacan entre sus obras la ya citada Casa Sindical frente al Museo del Prado de Madrid (1949), la Escuela Nacional de Hostelería (Recinto Ferial de la Casa de Campo, Madrid, 1959), el edificio del periódico Arriba (Paseo de la Castellana, 272, Madrid, 1962), el Pabellón de Cristal de la Casa de Campo (Madrid, 1964) y el Ayuntamiento de Alcorcón (1973). También es obra suya la ampliación del Parque Sindical que albergó desde entonces la piscina más grande de Europa. Su última obra data de 1990 y es la remodelación de la Casa del Pastor, en la calle Segovia de Madrid, en la que conserva la representación más antigua del escudo de la ciudad de Madrid.
En 1990 recibió la Medalla de Oro de la Arquitectura, otorgada por el Consejo Superior de Colegios de Arquitectos de España. En 1992 publicó su obra sobre Arquitectura titulada Cuatro Libros de Arquitectura.
Falleció el 26 de febrero de 2005 en Madrid.